# 红河泄洪水道

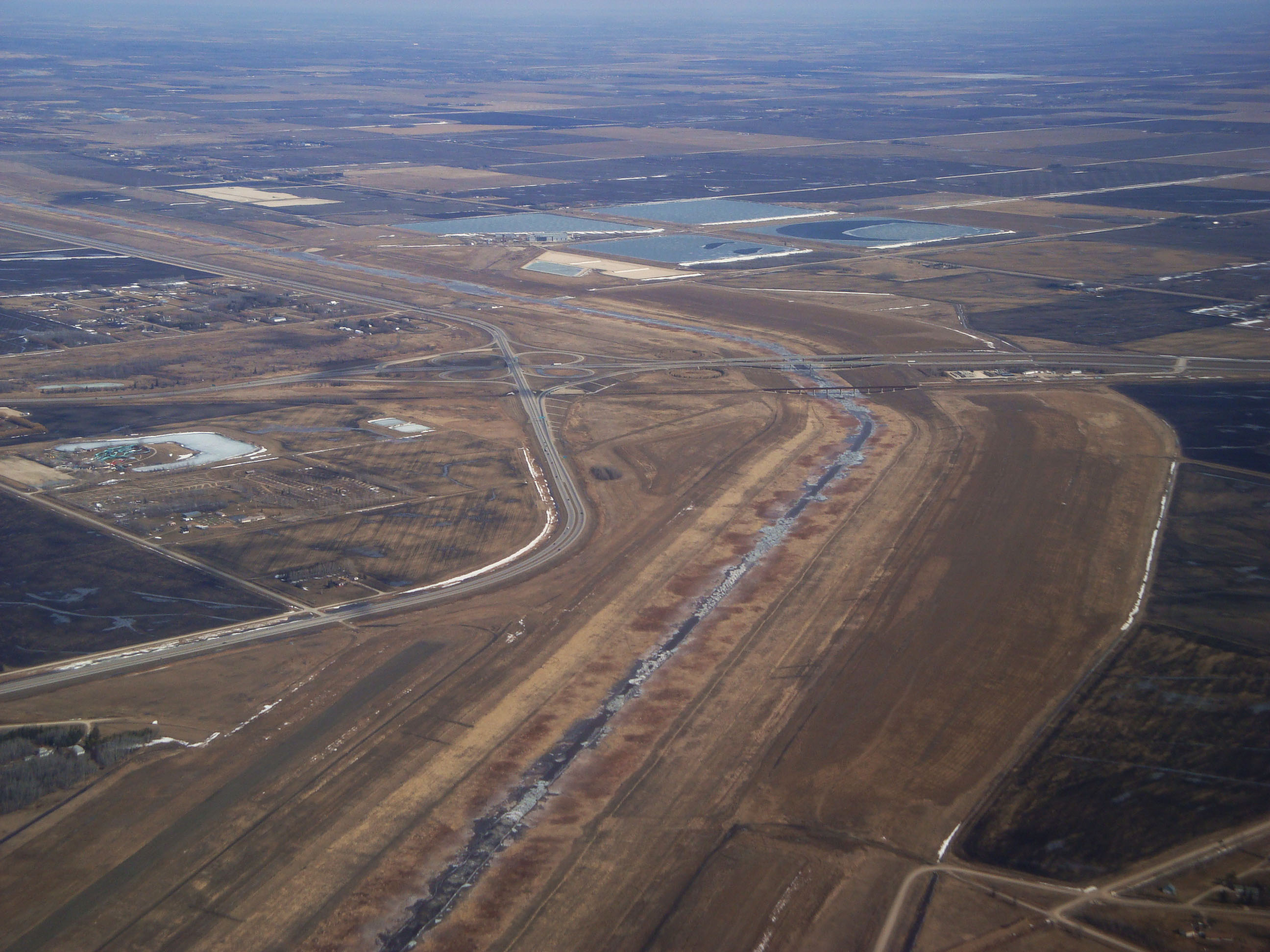
鸟瞰位于温尼伯市东南部Lorette附近的的红河泄洪道，远处可见加拿大一号公路（加拿大横贯公路）和加拿大国家铁路桥横跨泄洪道，此外还有Perimeter Highway。

红河泄洪水道（英語：Red River Floodway）是一条加拿大西部的人造泄洪水道，最初于1969年开始使用。水道长47公里，洪水到来时，河水经温尼伯市东南侧的泄洪水道闸门分流成两个部分，一部分按原有河道，另一部分经泄洪水道绕城市半周，在温尼伯城市北部Lockport大坝下面汇入红河。泄洪道的最高承载量为每秒4000立方米，在2000年扩建工程开始以前，水道的最大承载量只有1700立方米每秒。部分原因是为了防止1950年那样的洪水。
泄洪道最初被持反对意见的人戏称为“达福沟”（Duff's Ditch），因为时任首相达福·罗宾的进步保守政府发起的该工程。该工程按时按预算完成，之后的一些洪水证明了这个项目的正确性。从1968年到2006年，泄洪道先后启用二十多次，预防了高达累计1000亿加币的损失。2000年该泄洪道还被选为 加拿大国家历史遗迹因其工程发挥了杰出的作用和影响。
从南至北，泄洪道从温尼伯市的最南端，分别经Ritchot，Springfield，East St. Paul，St. Clements的偏僻区域。

## 历史
泄洪道于1962年10月6日开始建造并于1968年3月竣工。这个巨大的工程移走了7650万立方米的土石方（合27.5亿立方英尺），比苏伊士运河的开挖量还要大。
施工期间，该工程是世界上第二大的土石工程，仅次于巴拿马运河 。工程的总开销达到了6300万加币，约等于今天的3.6亿加币。

## 设计

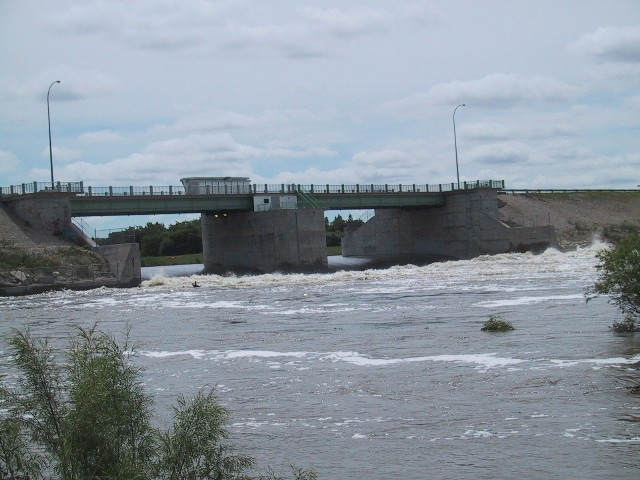
泄洪道入口处的控制门

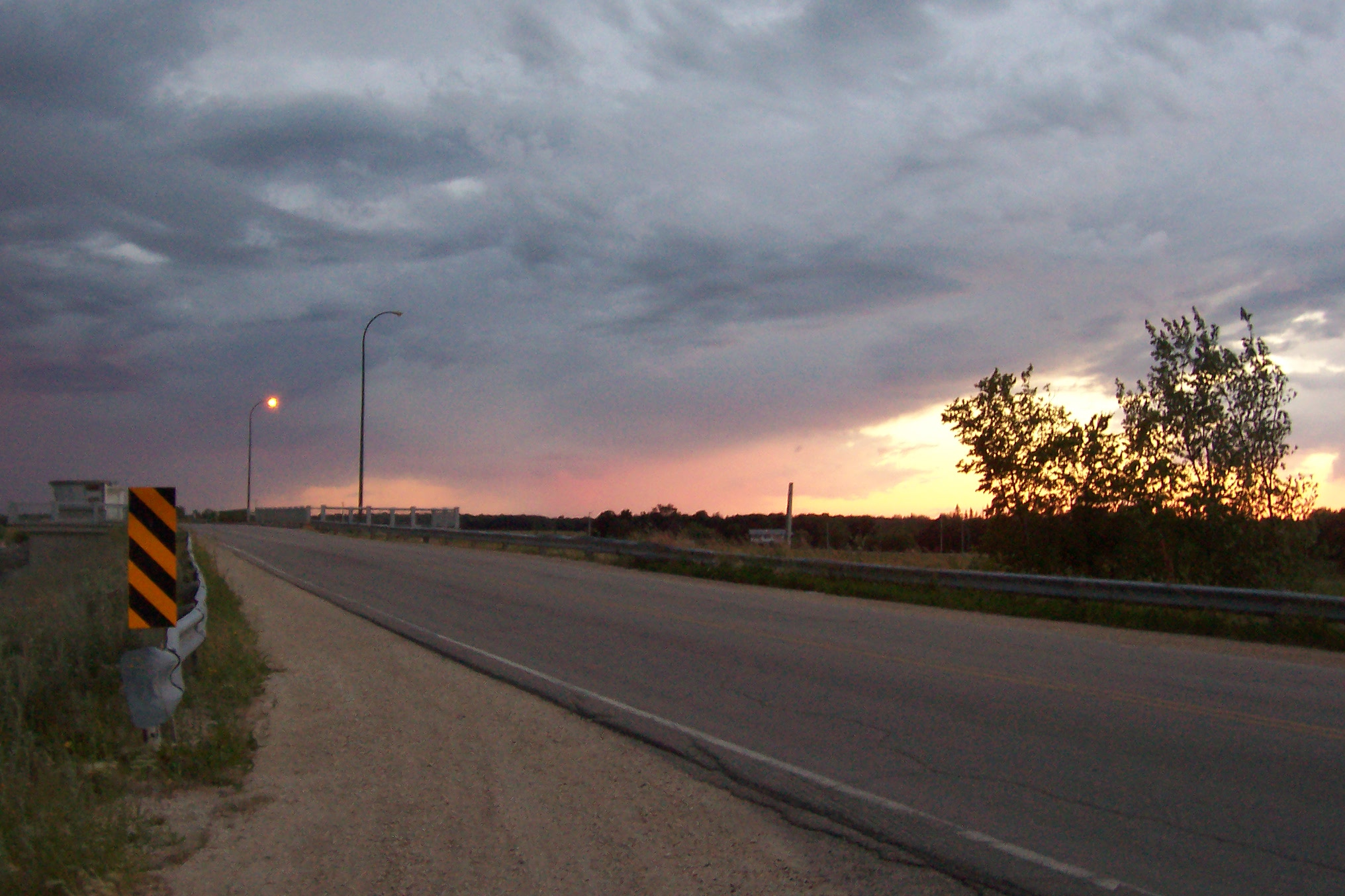
控制门上的桥梁

防洪系统不仅包括城市东部的水道，而且包括了从城市南部延伸到西部贯穿温尼伯的的“Brunkild Z型堤坝”。 1997年“世纪洪水”期间，当洪水水位超过泄洪道的安全水位时，人们修建了Brunkild堤坝，当时的水位离溃堤只有几英寸。幸好有泄洪道，城市几乎没有收到洪水的影响。1997年“世纪洪水”之后，2004年一份对泄洪道和其流量的新的评估报告指出了在一次典型洪峰到来时泄洪能力可达2550立方米每秒（90,000立方英尺），由于在这种情况下一些桥梁会被淹没，因此泄洪道被认为高于设计流量，因此进一步拓宽水道成为了必要。
Brunkild堤坝是使得水可以绕城而过的限制因素，因此该地区的地势非常低。 2003年，该省宣布计划扩建泄洪道，将其流量从1,700立方米/秒（6万立方英尺/秒）提高到4,000立方米/秒（140,000立方英尺/秒）。 扩大泄洪渠的方式是拓宽而不是加深，这是由于该地区的土壤和地表条件决定的。该地区许多地下含水层用于农村居民的饮用水，如果泄洪道选择了挖深，则含水层可能受到污染。 此外，这种方法也存在使含水层增加压力的可能性，引起“井喷”（blowout）发生，含水层的水将从地下流到地上，导致泄洪道容水能力降低。 官方决定拓宽泄洪道将是最好的选择，尽管此举将导致泄洪能力相对较低。

## 流量
以下是自1968年建成以来红河洪水流量记录的最高流量。
| 年份 | 峰值流量 (立方英尺每秒) |
| ---- | ----------------------- |
| 1997 | 66,400                  |
| 2009 | 43,100                  |
| 1979 | 42,000                  |
| 1996 | 38,800                  |
| 1974 | 36,700                  |
| 2011 | 36,700                  |

## 扩建
1997年红河洪水使泄洪水道到了已有泄洪能力的极限，各级政府为了增加温尼伯市区的抗洪能力，委托工程师对防洪工程进行研究。根据曼省集体谈判协议，2005年底开始了扩建项目，包括修改铁路和公路交叉口以及输电线路跨度，升级泄洪道闸门的控制结构升级和防火措施，提升现有堤坝（包括Brunkild堤坝），以及拓宽整个水道。新民主党政府为原住民建筑公司预留了一部分建筑预算。 红河洪水扩建工程于2010年年底完成，最终成本为6.65亿加元。 自扩建工程完成以来，水道泄洪流量增加到每秒4000立方米（140,000立方英尺），这是700年一遇洪水事件的估计水平。 （使用尼亚加拉大瀑布的流量作为比较的标准，这是其平均流量的1833立方米每秒的两倍多，大约是其最大值的三分之一。）扩大后的泄洪道目前正在保护至少14万所家庭、8000家企业，在700年一遇洪水的情况下，可防止超过120亿加元（CAD）的经济损失。

## 批评
保守党批评政府在推行国家发展计划时迫使建筑公司工会化。布莱恩·帕利斯特告诉议会，“曼省新民主党政府正计划着手计划，迫使每个建设泄洪道的工人加入工会，尽管事实上95％的马尼托巴的建筑公司没有工会化。 

## 在美国的类似计划
2009年，北达克他州的城市法戈（Fargo）也考虑了修建自己的泄洪道，或者分洪道。和红河泄洪道非常类似
。这也是为了应对类似于1997年和2009年的红河洪水。其中1997年的洪水被称为“世纪洪水”（flood of the centrury）。